# Jewgeni Iwanowitsch Umnow
Jewgeni Iwanowitsch Umnow (russisch Евгений Иванович Умнов, wiss. Transliteration Evgenij Ivanovič Umnov; * 29. Januarjul. / 11. Februar 1913greg. in Rostow am Don; † 22. Juli 1989 in Moskau) war ein bekannter russischer Komponist und Autor im Schach.

## Leben
Umnow war Mathematiker und Kandidat der technischen Wissenschaften.

## Schachkomposition
Umnow komponierte zunächst Zweizüger, später befasste er sich auch mit Studien. Ab 1927 publizierte er mehr als 200 Schachaufgaben, viele davon mit Auszeichnungen, darunter 16 erste Preise.
Von 1932 bis 1934 war er Vizepräsident der Zentralen Kommission für Kunstschach. 1945 wurde er mit dem Titel Meister des Sports ausgezeichnet. 1956 wurde er Internationaler Schiedsrichter für Schachkompositionen. 1975 verlieh ihm die FIDE den Titel Internationaler Meister.
Er ist Autor des Buches Was ist eine Schachkomposition? (russ. Schto takoje schachmatnaja komposizija?, Moskau 1951). Dieses Buch wurde von Werner Speckmann ins Deutsche übersetzt und erschien 1961: Schachkompositionen. Ein Vergleich zwischen Problem, Studie und Partie von E. I. Umnow.
Das nach ihm benannte Umnow-Thema fordert die Besetzung eines gerade verlassenen Feldes durch eine gegnerische Figur, nach engerer Definition ist das Thema nur erfüllt, wenn Weiß ein gerade von Schwarz verlassenes Feld betritt. Daran angelehnt ist die Umnow-Verteidigung, bei der Schwarz eine Drohung abwehrt, indem er einen Stein auf das Drohfeld zieht.

## Weitere Werke
- Schachmatnaja sadatscha w SSSR [Die Schachaufgabe in der UdSSR], Moskau 1936
- zus. mit Kofman: Schachmatnaja sadatscha [Die Schachaufgabe], Moskau 1951
- Schachmatnaja sadatscha XIX weka [Die Schachaufgabe des 19. Jahrhunderts], Moskau 1960
- Schachmatnaja sadatscha XX weka [Die Schachaufgabe des 20. Jahrhunderts], Moskau 1966
- Sowremennaja schachmatnaja sadatscha [Die moderne Schachaufgabe], Moskau 1967
- zus. mit Kofman und Wladimirow: Grossmeister schachmatnoj komposizii [Großmeister der Schachkomposition], Moskau 1980
- Putjami schachmatnowo twortschestwa [Unterwegs zum Schachkunstwerk], Moskau, 1983